# Jan Bobrovský
Jan Bobrovský (nacido el 29 de marzo de 1945 en Rosice, Checoslovaquia) es un exjugador checo de baloncesto. Consiguió 2 medallas en competiciones internacionales con Checoslovaquia como jugador y otras dos siendo seleccionador del equipo nacional femenino de la República Checa.